# 러시아의 우크라이나 침공에 대한 허위 정보

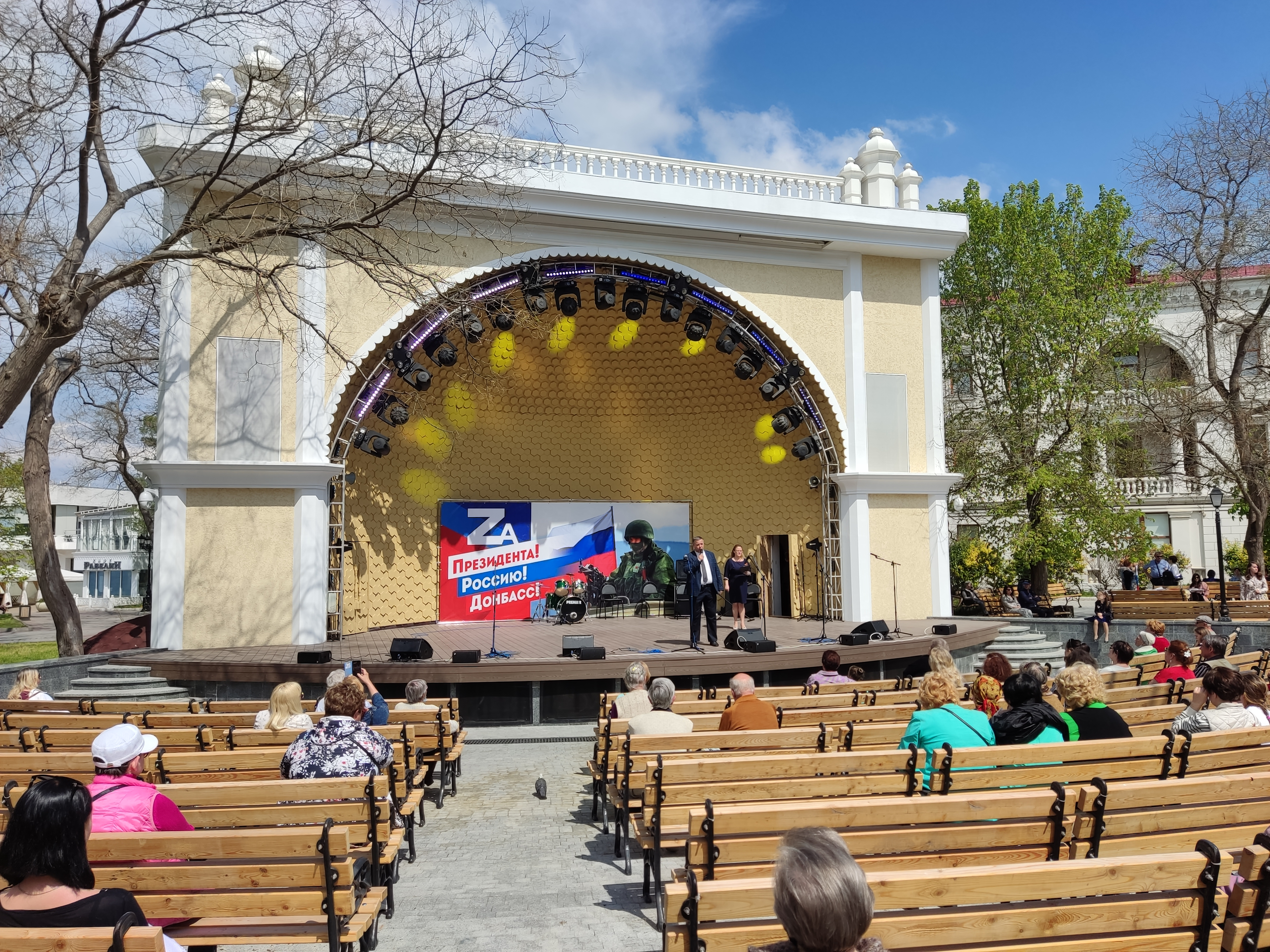
2022년 4월 세바스토폴에서 열린 러시아 선전 집회에서 러시아의 우크라이나 침공을 돈바스에 대한 방어라고 기술했다. 슬로건에는 "대통령을 위하여! 러시아를 위하여! 돈바스를 위하여!"라고 적혀 있다.

러시아의 우크라이나 침공의 일환으로 러시아 정부와 국영 언론은 우크라이나에 대한 정보 전쟁을 통해 허위 정보를 퍼뜨렸다. 우크라이나 역시 언론 및 정치인들의 프로파간다와 가짜 뉴스를 사용했다는 비난을 받았지만, 러시아에 비해 수준이 현격히 낮다는 평가를 받았다.
러시아의 우크라이나 침공 상황에서 허위 정보(가짜 뉴스)는 중요한 역할을 해왔다. 이 분쟁에서 허위 정보와 관련된 몇 가지 핵심 사항은 다음과 같다:
- 러시아의 프로파간다: 러시아 정부는 전쟁에 관련된 민감한 사항들을 자신들에게 유리하게 형성하기 위해 허위 정보와 선전을 퍼뜨리는 것으로 알려져 왔다. 여기에는 침공 동기, 우크라이나군의 행동 및 지상 상황에 대한 허위 정보를 퍼뜨리는 것이 포함된다.
- 언론의 조작: 러시아 국영 언론 매체들은 분쟁에 대한 잘못된 정보를 퍼뜨리는 데 중요한 역할을 해왔다. 그들은 종종 러시아 정부의 의제 및 정책을 지지하기 위해 사건에 대한 편향되고 왜곡된 시각을 제시한다.
- 소셜 미디어: 러시아는 또한 소셜 미디어 플랫폼을 사용하여 허위 정보를 퍼뜨리고 우크라이나 국민과 국제 사회 사이에 불화를 조장한다는 비난을 받고 있다.
- 정보의 무기화 : 러시아는 우크라이나 정부의 정당성을 훼손하고 행동을 정당화하며 우크라이나인과 동맹국들 사이에 혼란과 분열을 조성하기 위해 허위 정보를 전쟁 무기로 사용해 왔다.

러시아의 프로파간다 와 가짜 뉴스 기사는 우크라이나에게 비난의 화살표를 돌려 우크라이나가 신나치 국가이며, 러시아어 사용자에 대한 대량 학살을 저지르고, 핵 및 생물학 무기를 개발하고, 사탄주의의 영향을 받고 있다고 비난했다. 러시아 선전은 또한 NATO가 우크라이나를 통제하고 러시아를 위협하기 위해 우크라이나에 군사 기반 시설을 구축하고 있다고 비난했다. 이러한 허위 정보 중 일부는 러시아 웹 여단에 의해 확산되었다. 이는 사실이 아닌 것으로 널리 거부되었으며, 침략을 정당화하고 심지어 우크라이나인에 대한 대량 학살 행위를 정당화하기 위해 조작되었다. 러시아 정부는 우크라이나에서 전쟁범죄가 자행됐다는 사실을 부인했고, 러시아 언론은 그 중 일부가 우크라이나군에 의한 것이라고 거짓 비난을 퍼부었다. 일부 허위 정보는 우크라이나에 대한 국제적 지원을 약화시키고 우크라이나 난민에 대한 적대감을 불러일으키는 수준까지 확산되었다.
전쟁 뉴스에 대한 검열과 대부분의 미디어에 대한 국가 통제로 인해 러시아의 허위 정보는 러시아에 만연하여 결과가 성공적이었다. 허위 정보의 양으로 인해 러시아 언론은 규제를 받았고 많은 서방 국가와 선진국 에서 그 명성이 손상되었다. 그러나 러시아 정부는 많은 개발도상국에 자신의 견해를 전파하는 데 더 많은 성공을 거두었다. 특히 중국 관영언론은 러시아 측에 대체로 우호적이며, 전쟁 뉴스를 반복적으로 검열하거나 러시아 가짜 뉴스와 허위 정보를 재생산해 왔다.

## 러시아
허위 정보(여론을 흔들기 위한 가짜 뉴스 및 악의적 가짜 뉴스)는 러시아의 우크라이나 침공 중 하나의 전략으로 러시아 국가, 국영 언론, 선전가 및 러시아 웹 여단에 의해 확산되었다. 그 목적은 러시아의 침공에 대한 지지를 구축하고 침공에 대한 반대를 약화시키는 것이다. 이는 큰 문제가 된다. 또한 우크라이나를 지지하는 서양권 국가들 사이에 불화를 심으려고 한다. NATO에 대응하기 위함과 러시아 전쟁 범죄에 대한 그럴듯한 부인 가능성을 은폐하거나 생성한다. 이를 통해 러시아는 전쟁에서 이득을 챙길 수 있었다.

### 우크라이나의 국민성과 국가성을 부정하는 것
러시아의 선전은 우크라이나 국민과 국가 정체성을 표적으로 삼아 우크라이나인을 "작은 러시아인" 또는 "전체 러시아 국가의 일부"로 묘사했다. 이것은 17세기 이후 러시아 제국주의와 민족주의 수사의 주제가 되어왔다. 수년 동안 블라디미르 푸틴 러시아 대통령은 우크라이나 국민의과 국가의 정당성에 의문을 제기해 왔다. 푸틴 대통령은 2021년 에세이 "러시아인과 우크라이나인의 역사적 통일에 대하여"에서 "우크라이나인을 러시아인과 분리된 국가로 생각하는 것"에는 "역사적 근거가 없다"고 주장했다. 그 이후로 러시아의 공식 및 언론 보도는 우크라이나가 항상 러시아에 속한 국가였다는 것이다. 이는 푸틴이 러시아의 전쟁 정당성을 만들기 위해 한 발언으로 여겨진다. 국제 문제 교수인 비요른 알렉산더 뒤벤(Björn Alexander Düben)은 "푸틴의 역사적 주장은 학술적으로 진지하게 조사되지 않았다"며 "푸틴은 수세기에 걸쳐 우크라이나에 대한 러시아의 억압적인 통치를 찬양하는 신제국주의적 설명을 수용하는 동시에 러시아를 제시하고 있다"고 썼다. '미제국주의'의 희생자로." 작성했다. 이를 통해 러시아는 우크라이나의 전쟁의 정당성을 확보했고, 이 뿐만 아니라 국민적 지지를 얻는 결과를 만들어내 전쟁 내에서 확고한 이득을 챙겼다.
러시아 안보리 부의장이자 전 러시아 대통령인 드미트리 메드베데프는 "우크라이나는 국가가 아니라 인위적으로 수집된 영토"이며 우크라이나어는 "언어가 아니라" 러시아어의 "잡종 방언"이라고 썼다. 그는 우크라이나는 어떤 형태로도 존재해서는 안 되며 러시아는 우크라이나 독립 국가와 계속해서 전쟁을 벌일 것이라고 말했다.
이러한 민족주의 거부는 러시아 당국이 집단 학살을 선동하는 전략의 일환이다. 유엔 특별 보고관들은 러시아 점령 당국이 "현지(우크라이나) 문화, 역사, 언어를 지우고" 강제로 러시아 언어와 문화로 대체하려 한다고 비난했다.
2014년 우크라이나 혁명 이후 러시아의 수사에서는 우크라이나 정부를 "키예프 정권" 또는 "나치/파시스트 정권"이라고 부르며 불법적인 것으로 묘사했다. 푸틴 대통령은 "마약 중독자들과 네오나치 집단이 그들을 이끌고 있다"고 말했으며 우크라이나는 서방이나 미국의 "외부 통제 하에 있다"고 주장했다.
2024년 2월 푸틴은 러시아-우크라이나 전쟁이 "내전의 요소"를 갖고 있으며 "러시아 국민은 재결합할 것"이라고 주장한 반면, 우크라이나 정교회(대부분 러시아 정교회를 지지하는 분파)는 러시아의 우크라이나 침공 및 우크라이나에 대한 군사적 승리를 위한 공개 기도 의무화)는 "우리의 영혼을 하나로 모으는 것"이다. 그럼에도 불구하고, 우크라이나의 공식 정부 웹사이트에는 우크라이나인과 러시아인이 "하나의 국가"가 아니며 우크라이나인은 스스로를 독립된 국가라고 밝히고 있다. 2022년 4월 레이팅이 실시한 여론 조사에 따르면 우크라이나인의 대다수(91%)( 러시아가 점령한 우크라이나 영토 제외)는 "러시아인과 우크라이나인은 하나의 민족이다"라는 주장을 지지하지 않는 것으로 나타났다.

### 우크라이나를 향한 나치즘 음모론
푸틴 대통령은 우크라이나 정부가 네오나치라고 주장을 했으며 자신의 목표 중 하나가 "우크라이나의 탈나치화"라고 발표했다. 푸틴의 주장은 세르게이 라브로프 러시아 외무장관이 유엔 인권 이사회 연설에서 반복했다. 이때 많은 외교관들이 항의하며 나갔다고 알려졌다. 하지만 이러한 주장은 전쟁을 정당화하기 위해 러시아 언론에서 반복되었다.  2022년 4월, 러시아 국영 통신사 리아 노브스티는 티모페이 세르게이체프의 " 러시아가 우크라이나에 해야 할 일 "이라는 기사를 게재했다. 5월이 되자 러시아 언론에서는 우크라이나의 나치화 반대에 대한 언급이 줄어들기 시작했는데, 이는 러시아 대중의 관심을 끌지 못했기 때문인 것으로 알려졌다.
러시아 선전에서는 외국의 관심을 끌기 위해 "나치"라는 주장을 사용했는데, "나치"라는 용어가 가장 자주 사용되었고, "히틀러 "가 그 뒤를 이었다. 국내 보도의 경우 러시아 언론은 "나치보다 반데라를 언급할 가능성이 거의 3배 더 높았다". 나치즘에 대한 이러한 주장은 사실이 아니며 침략을 정당화하기 위한 러시아의 허위 정보 전략의 일부로 널리 거부되었다. 많은 사람들은 우크라이나 대통령 볼로디미르 젤렌스키가 유대인이며 홀로코스트의 희생자인 친척이 있다는 점을 지적했다. 나치즘과 홀로코스트에 관한 세계 최고의 역사가 중 일부는 푸틴의 주장을 거부하는 성명을 발표했고, 이 성명에는 수백 명의 다른 역사가와 해당 주제의 학자들이 서명했다. 성명의 내용은 이렇다.
"We strongly reject the Russian government's ... equation of the Ukrainian state with the Nazi regime to justify its unprovoked aggression. This rhetoric is factually wrong, morally repugnant and deeply offensive to the memory of millions of victims of Nazism and those who courageously fought against it."

저자들은 우크라이나에는 여타 국가와 마찬가지로 우익 극단주의자들과 폭력적인 외국인 혐오 집단이 존재하지만 "이 중 어느 것도 러시아의 공격과 우크라이나에 대한 심각한 오해를 정당화할 수 없다"고 말한다. 아우슈비츠-비르케나우 주립박물관은 푸틴 대통령의 주장을 비난하며 "순전히 미친 가짜 제국주의 과대망상 때문에 무고한 사람들이 살해되고 있다"고 말했다. 미국 홀로코스트 기념관과 야드 바솀(Yad Vashem)은 푸틴 대통령의 홀로코스트 역사 남용을 비난했다. 우크라이나 유대인들도 마찬가지로 우크라이나가 네오나치 국가라는 주장을 거부했다. 우크라이나에는 다른 국가들과 마찬가지로 우익 극단주의자들과 외국인 혐오 집단이 존재할 수 있지만, 이러한 집단들이 존재한다고 해서 러시아의 공격이나 우크라이나에 대한 심각한 오보를 정당화할 수는 없다.
러시아가 우크라이나에 대해 나치주의를 주장하는 것은 부분적으로 시민들 사이에서 전쟁에 대한 지지를 강화하려는 시도이다. 러시아의 선전은 이를 러시아가 유럽 전역의 극우 단체를 지원함에도 불구하고 나치 독일에 대항한 소련의 "위대한 애국 전쟁"의 연속으로 구성했다. 워싱턴 포스트(Washington Post)의 미리엄 버거(Miriam Berger)는 "' 파시즘에 맞서 싸우는 것'이라는 수사는 나치 독일과의 싸움에서 막대한 손실을 입은 러시아에 깊은 울림을 준다"고 말했다. 일부 소련 이미지는 이 선전 활동의 일환으로 사용되었으며, 일부 점령된 도시에서는 우크라이나 국기가 승리 배너 로 교체되었다.
허위 정보 전문가들은 러시아가 우크라이나인을 나치로 묘사하는 것이 러시아의 전쟁 범죄를 정당화하는 데 도움이 된다고 말한다.  러시아의 UN 대표는 흐로자 미사일 공격을 이런 방법으로 정당화했다. 역사학자 티머시 스나이더는 러시아 정권이 우크라이나 인에 대한 집단 학살 행위를 정당화하기 위해 우크라이나인을 나치라고 부른다고 언급했다. 그는 전쟁을 지지하는 러시아인들이 "나치"를 "러시아인이기를 거부하는 우크라이나인"을 의미할 때 사용한다고 말했다. 러시아의 네오파시스트 알렉산드르 두긴(Aleksandr Dugin)은 단순히 "우크라이나 나치즘과 반러 감정을 동일시"하자고 제안했다. 두긴은 유대인들이 반유대주의 정의에 대해 "독점"이라고 부르는 것과 마찬가지로 러시아가 우크라이나 나치즘과 반러 감정을 정의할 수 있는 유일한 국가여야 한다고 주장했다. 우크라이나 의원들은 우크라이나에서의 러시아의 행동이 나치 독일의 행동과 유사하다고 응답하고 스나이더를 포함한 일부 평론가들은 푸틴의 러시아를 파시스트 국가에 비유했다(러시아주의 참조). 침략에 참여한 일부 러시아 부대는 루시치 그룹 및 바그너 그룹과 같은 네오나치즘과 연결되어 있다. 러시아 극우 단체들은 또한 돈바스의 러시아 대리 세력들 사이에서 중요한 역할을 했다.
많은 국가와 마찬가지로 우크라이나에도 우익 섹터(Right Sector) 및  자유(Svoboda) 와 같은 극우 세력이 있다. 분석가들은 일반적으로 정부, 군대, 유권자 내에서 극우 이데올로기에 대한 광범위한 지지가 없기 때문에 러시아 정부가 우크라이나에서 극우 세력의 영향력을 크게 과장하고 있다는 점에 동의한다. 2019년 우크라이나 의회 선거 에서 우파(Right Sector)를 포함한 극우 정당 연합은 2%의 득표율에 그쳤고 어떤 의석도 얻지 못했다. 극우 출신이며 네오나치를 포함하는 우크라이나의 아조프 여단(Azov Brigade)은 크렘린 선전의 초점이었다. 침공 당시 여단은 대체로 탈정치화되었다. 2022년 극단주의 반대 프로젝트 보고서는 아조프 여단이 더 이상 네오나치로 정의될 수 없다고 결론지었다.

돈바스 집단 학살 혐의

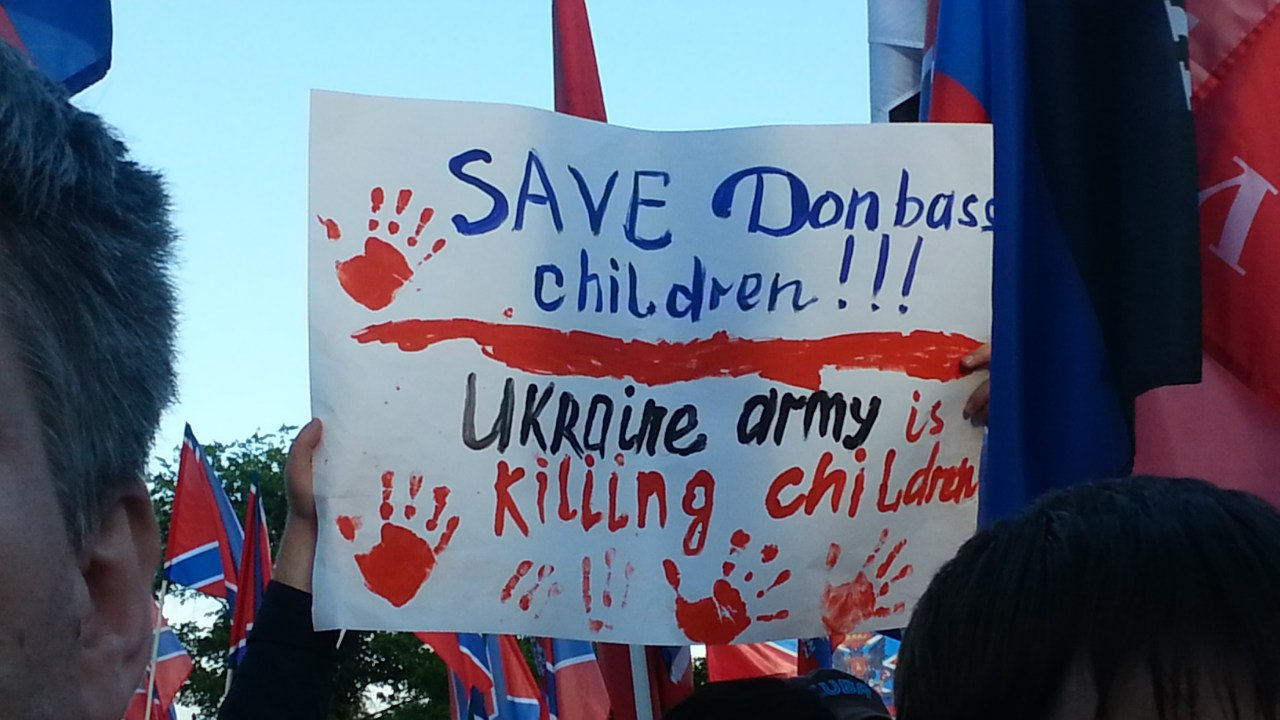
2014년 6월 11일 모스크바에서 열린 노보로시야 지지 집회

푸틴 대통령은 침공 발표에서 우크라이나가 주로 러시아어를 사용하는 돈바스 지역에서 집단학살을 자행하고 있다고 근거 없이 주장했다. 그는 러시아의 군사 작전의 목적은 러시아가 통제하고 있는 도네츠크 와 루한스크의 분리 공화국의 국민을 보호하는 것이라고 말했다. 푸틴 대통령은 그들이 8년 동안 "키예프 정권에 의해 자행된 대량 학살"에 직면해 있었다고 주장했다. 푸틴 대통령의 대량 학살 주장에 대한 증거는 없으며 침략을 정당화하기 위한 구실로 널리 거부되었다. 유럽 연합 집행위원회는 이 주장을 러시아의 허위 정보라고 칭했다. 집단 학살에 관한 300명 이상의 학자들은 러시아가 자신의 폭력을 정당화하기 위해 집단 학살이라는 용어를 남용하는 것을 거부하는 성명을 발표했다. 우크라이나는 러시아의 주장에 이의를 제기하기 위해 국제사법재판소(ICJ)에 소송을 제기했다. ICJ는 우크라이나의 대량 학살 증거를 본 적이 없다고 말했다.
돈바스 전쟁에서 군인과 민간인 모두 합쳐 약 14,300명이 사망했다. 유엔 인권 고등판무관 사무소에 따르면 러시아 대리군은 6,500명, 우크라이나군은 4,400명, 최전선 양쪽의 민간인은 3,404명이었다. 민간인 사망자의 대다수는 첫 해에 발생했으며, 돈바스 전쟁의 사망률은 실제로 2022년 러시아 침공 이전에 감소했다. 2019년에는 분쟁 관련 민간인 사망자가 27명, 2020년에는 26명이 사망했다. 2021년에는 25명이 사망했는데, 그 중 절반 이상이 지뢰와 불발탄으로 인해 사망했다. 이에 비해 러시아의 전면적인 침공 이후 2022년 3월에는 4,163명의 민간인이 사망했는데, 돈바스 전쟁 8년 전체보다 그 한 달 동안에 더 많은 민간인이 사망했다는 의미이다. 침공 이후, 러시아 국영 언론과 친크렘린 텔레그램 채널은 우크라이나군이 마리우폴의 민간 목표물을 공격하고 우크라이나 도시를 폭격했다고 거짓 비난했다.

### NATO 침략 혐의

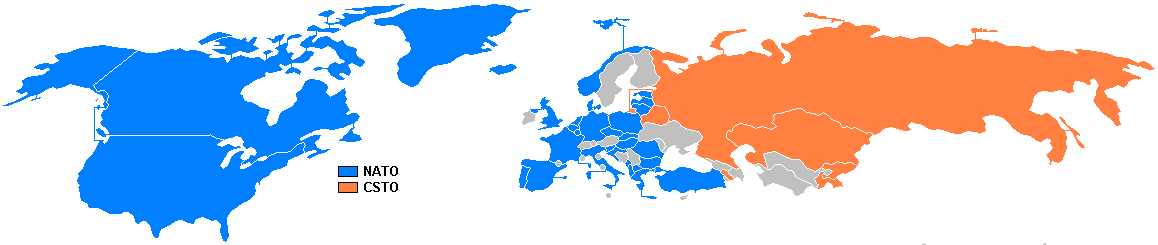
2022년 침공이 시작되었을 때 NATO(파란색)와 CSTO(주황색)의 지도.

러시아 선전에서는 NATO로 인해 러시아가 자신을 방어하기 위해 우크라이나를 침공해야 했다고 주장한다. 푸틴 대통령은 침공을 발표하는 연설에서 NATO가 우크라이나에 군사 기반시설을 건설하고 러시아를 위협하고 있다고 거짓 주장했다. 우크라이나는 나토 회원국이 아니지만 푸틴 대통령은 우크라이나가 나토의 통제를 받고 있다고 주장했다. 침공이 시작된 후 러시아 국영 언론은 일부 우크라이나 군대가 NATO의 지휘를 받고 있으며 수천 명의 NATO 군인이 사망했다고 거짓 주장했다. 러시아 정부는 NATO가 침공 후 우크라이나에 군사 지원을 보냈기 때문에 NATO가 러시아에 대해 ' 대리전 '을 벌이고 있다고 비난했다. NATO는 러시아가 속한 CSTO 와 마찬가지로 32개 회원국으로 구성된 집단안보 동맹이다. 회원국 외에 NATO는 자국 정부의 요청에 따라 코소보와 이라크에만 군대를 주둔시키고 있다. “NATO-Russia: Setting the record straight”. NATO. 2002년 푸틴은 우크라이나와 NATO의 관계는 러시아의 관심사가 아니며 러시아가 크림 반도를 합병할 때까지 NATO와 러시아는 협력했다고 말했다. NATO는 러시아와 전쟁 중이 아니라고 밝혔다. 공식적인 정책은 대결을 추구하지 않고 우크라이나의 유엔 헌장에 명시된 자위권을 지지한다는 것이다. 로렌스 프리드먼(Lawrence Freedman)은 우크라이나를 NATO의 대리국이라고 부르는 것은 우크라이나인들이 악의적인 침략을 당했다는 더 분명한 이유 때문이 아니라 NATO가 그들을 참아주었기 때문에 싸우고 있는 것이라는 잘못된 암시를 썼다고 했다. 그는 침공을 물리치면 러시아의 더 이상의 확장을 막을 수 있으며, 이는 NATO에 대한 보너스이지만 러시아의 약화는 NATO의 의도가 아닌 모스크바의 어리석음에서 비롯될 것이라고 말했다. 제라인트 휴즈(Geraint Hughes)는 우크라이나를 NATO의 대리국이라고 부르는 것은 우크라이나인을 모욕하고 얕보는 것이며 그들의 자치권을 부정하고 그들이 실제로 국가를 방어할 의지가 없다는 것을 뜻하는 것이라고 말했다.
또 다른 주장은 NATO가 동유럽 국가들의 가입을 허용하지 않겠다는 약속을 어겼다는 것이다. 이 암묵적인 약속은 1990년 소련 지도자 미하일 고르바초프에게 이루어진 것으로 알려져 있지만 NATO와 고르바초프는 이를 부인했다.  소련의 해체와 러시아의 침공 사이에 동유럽 14개국이 기꺼이 NATO에 가입했고, 러시아 접경 국가가 마지막으로 NATO에 가입한 것은 2004년이었다. 우크라이나는 2014년 러시아의 군사개입 이후 NATO 가입을 모색했고, 2022년 침공 이후 다시 나토 가입을 신청했다. 폴리티코(Politico)에 따르면, 동맹 회원들은 이 주제에 대한 "푸틴 대통령의 과민성" 때문에 잠재적인 가입 가능성에 대해 논의하는 것을 경계해 왔다. 러시아 안보리는 우크라이나가 NATO에 가입하면 제3차 세계대전을 촉발할 것이라고 경고했다.
러시아의 침공으로 핀란드는 NATO에 가입하게 되었고, NATO와의 러시아 국경 길이는 두 배로 늘어났다. 푸틴 대통령은 핀란드의 가입은 우크라이나와 달리 위협이 되지는 않지만 이 영토에 군사 기반 시설을 확장하면 확실히 우리의 대응을 촉발할 것이라고 언급했다.
대서양 협의회 의 피터 디킨슨(Peter Dickinson)은 푸틴이 NATO를 반대하는 진짜 이유는 그것이 위협이라고 믿기 때문이 아니라 그가 러시아 이웃 국가들을 괴롭히는 것을 막기 위해서라고 말했다. 다른 평론가들은 2014년 러시아가 크림 반도를 점령하고 돈바스를 침공했을 때 우크라이나는 중립국이었다고 지적한다. 이에 대응하여 우크라이나 의회는 NATO 가입을 요청하기로 투표했다.
비행기 사고로 사망하기 직전, 러시아의 과두주 예브게니 프리고진은 러시아 군 지도부가 침공을 정당화하기 위해 NATO 침략에 대해 거짓말을 하고 있다고 비난했다. 프리고진은 푸틴의 가까운 동맹자였으며 그의 바그너 그룹은 러시아 침공에서 중요한 역할을 했다.

### 암살 및 방해 공작 시도 혐의
2022년 2월 18일, 루한스크 인민공화국은 러시아로 대피하는 여성과 어린이를 태운 열차를 폭파하기 위해 준비된 폭발물로 가득 찬 차량을 제거하는 모습을 보여주는 것으로 알려진 동영상을 공개했다. 해당 영상의 메타데이터에 따르면 해당 영상은 2019년 6월 12일에 녹화된 것으로 나타났다.
이탈한 도네츠크 인민 공화국은 또한 2022년 2월 18일에 폴란드인들이 염소 탱크를 폭파하려고 하는 모습을 담은 동영상을 공개했다. 해당 영상은 러시아 언론을 통해 추가로 배포됐다. 동영상의 메타데이터에 따르면 해당 동영상은 2022년 2월 8일에 제작되었으며 핀란드 군 사격장의 2010년 YouTube 동영상을 포함하여 다양한 오디오 또는 동영상이 포함되어 있다.  우크라이나 정보국은 이 동영상에 대한 책임을 러시아 정보국 러시아 정보총국에 돌렸다.
벨링캣(Bellingcat)에 따르면, 러시아 국영 TV에서 방송된 우크라이나 스파이가 분리주의 경찰서장을 폭격한 것으로 추정되는 사건은 낡은 녹색군 차량이 폭격을 당했다는 시각적 증거를 보여주었다. 낡은 자동차의 등록판은 분리주의 경찰서장의 등록판이었지만, 다른 신형 SUV 에도 같은 번호판이 보였다.
2022년 2월 22일, 우크라이나 주둔 러시아 민병대는 우크라이나가 도네츠크-고를로프카 고속도로에서 차량에 탑승해 민간인 3명을 살해한 '테러 공격'을 했다고 비난했다. 프랑스 24(France 24)는 이 사건을 영안실에서 시체를 가져와 현장을 준비하려는 위장술책 작전 시도로 묘사했다.

### 돈바스 전쟁을 종식시키려는 러시아의 시도
2022년 9월 7일 동부 경제 포럼 에서 푸틴은 러시아가 어떤 군사 작전도 시작하지 않았으며 우크라이나에서 쿠데타 이후 2014년에 시작된 군사 작전을 끝내려고만 한다고 주장했다. 반대로 2014년 2월 러시아의 크리미아 합병은 러시아-우크라이나 전쟁의 시작으로 간주된다.

### 우크라이나 생물학 및 방사능 무기 음모론들

#### 생물학 무기 연구실 음모론
2022년 3월 러시아는 우크라이나가 미국과 연결된 연구소 네트워크에서 생물학 무기를 개발하고 있다고 주장했다. 중화인민공화국 외교부와 중국 관영 언론은 러시아의 주장을 증폭시켰다. QAnon 프로모터들도 허위 정보를 반향한다. BBC 리얼리티체크(BBC Reality Check)는 주장을 뒷받침하는 증거를 찾지 못했다. 유엔도 이를 반박했다. 러시아 안팎의 러시아 생물학자들은 이러한 주장이 "명백히 거짓"이라고 주장하며 사실이 아니라고 반박했다.
연구원 Adam Rawnsley에 따르면, 크렘린은 구소련 공화국의 일반 생물학 실험실을 불신하게 만든 이력이 있으며 이전에는 우크라이나에 배치된 것과 유사한 음모 이론을 조지아와 카자흐스탄에 퍼뜨렸다.

#### 생물무기로서의 새 음모론
2022년 3월 이전에 러시아 국방부는 미국이 우크라이나에서 생물 무기를 제조하고 있다는 근거 없는 비난을 했다. 러시아 국영 언론부 대변인인 이고르 코나셴코프 소장에 따르면 지난 3월 국방부는 또 다른 음모론을 발표했다. 미국은 우크라이나에서 러시아 시민들에게 질병을 퍼뜨리기 위해 새들을 훈련시키고 있었다고 한다. 그는 사망률이 50%에 달하는 인플루엔자 종과 뉴캐슬병 등 구체적인 세부 사항을 언급했다. 언론 보도에는 미군 휘장을 단 새들의 지도, 문서, 사진이 포함되어 있었고, 감염된 새들이 우크라이나 동부에서 산채로 포획되었다고 주장했다. 미 국무부 대변인은 이러한 주장을 비웃으며 이를 "노골적인 거짓말", "완전히 말도 안되는 소리", "터무니없는 것", "웃기는 것", "선전"이라고 불렀다. CIA 국장 윌리엄 번스(William Burns)는 러시아가 우크라이나에 대한 생물학적 또는 화학적 공격을 위한 지형을 준비하기 위해 이러한 주장을 했으며, 그러면 그들은 미국과 우크라이나를 비난할 것이라고 미국 상원에 말했다.

#### 모기 퇴치 음모론
2022년 10월 28일 유엔 주재 러시아 대표 바실리 네벤자(Vasily Nebenzya)는 우크라이나가 위험한 바이러스를 퍼뜨리는 모기 퇴치와 함께 드론을 사용했다고 비난했다.

#### 우크라이나의 핵무기 사용 계획 음모론
2022년 3월, 러시아 국영 통신사는 증거 없이 우크라이나가 체르노빌 원자력 발전소에서 플루토늄 기반 더러운 폭탄 핵무기를 개발하고 있다고 주장했다.
2022년 10월 러시아 국방부 장관 세르게이 쇼이구(Sergei Shoigu)는 외국 국방 관계자들과의 일련의 통화에서 우크라이나가 더러운 폭탄 사용과 관련된 "도발"을 준비하고 있다고 유사하게 주장했다. 전쟁연구소(Institute for the Study of War)는 혐의의 동기로 우크라이나에 대한 대외 원조를 늦추거나 중단하려는 욕구를 제시했다. 프랑스, 영국, 미국 외무부는 러시아의 명백한 거짓 주장을 거부했다. 브리핑에서 러시아 국방부는 벨로야르스크 원자력 발전소, 노보시비르스크 화학 농축 공장, 9·11 테러 여파의 사진과 슬로베니아 Radioactive Waste Management Agency 2010년 발표한 사진을 사용했다. 주장에 대한 "증거"로 사용된다.

### 러시아 전쟁범죄 부인
러시아의 우크라이나 침공 동안 민간인 및 에너지 관련 인프라에 대한 공격, 고의적 살인, 불법 감금, 고문, 강간, 아동 불법 추방 등 수많은 전쟁 범죄와 반인도적 범죄가 기록되고 광범위하게 문서화되었다. 러시아 관리들은 러시아군이 저지른 전쟁범죄를 부인했다. 세르게이 라브로프 러시아 외무장관은 부차 학살이 러시아에 대한 '가짜 공격'이라며 이 사건이 조작됐다고 주장했다. 그는 러시아군이 3월 30일 부차를 떠났고 나흘 뒤 살해 증거가 드러났다고 말했다.
4월 4일 유엔에서 러시아 대표 바실리 네벤자(Vasily Nebenzya)는 러시아군이 부차(Bucha)에서 철수했을 때 영상 속 시신은 거기에 없었다고 말했다. 이는 시체가 3월 19일에 그곳에 있었다는 것을 보여주는 위성 이미지와 모순되었다. 위성사진 속 시체 위치는 4월 초 촬영된 스마트폰 사진과 일치한다.
러시아 국방부 텔레그램 채널은 러시아군이 전투 중 민간인을 표적으로 삼지 않았다고 전했다. 그들에 따르면 학살은 러시아군에 의해 은폐될 수 없었으며 도시의 대규모 무덤은 우크라이나 공습의 희생자들로 가득했다. 국방부는 부차(Bucha)에서 죽은 민간인의 시신을 보여줬다고 주장하는 영상을 분석했고, 시신이 움직이고 있다고 밝혔다. BBC 모스크바 지부는 이 주장을 조사한 결과 해당 영상이 연출되었다는 증거가 없다고 결론지었다. 러시아 관리들은 또한 마리우폴 극장 공습에 대해 우크라이나군을 비난했지만, 독립 소식통은 러시아가 책임이 있음을 확인했다.

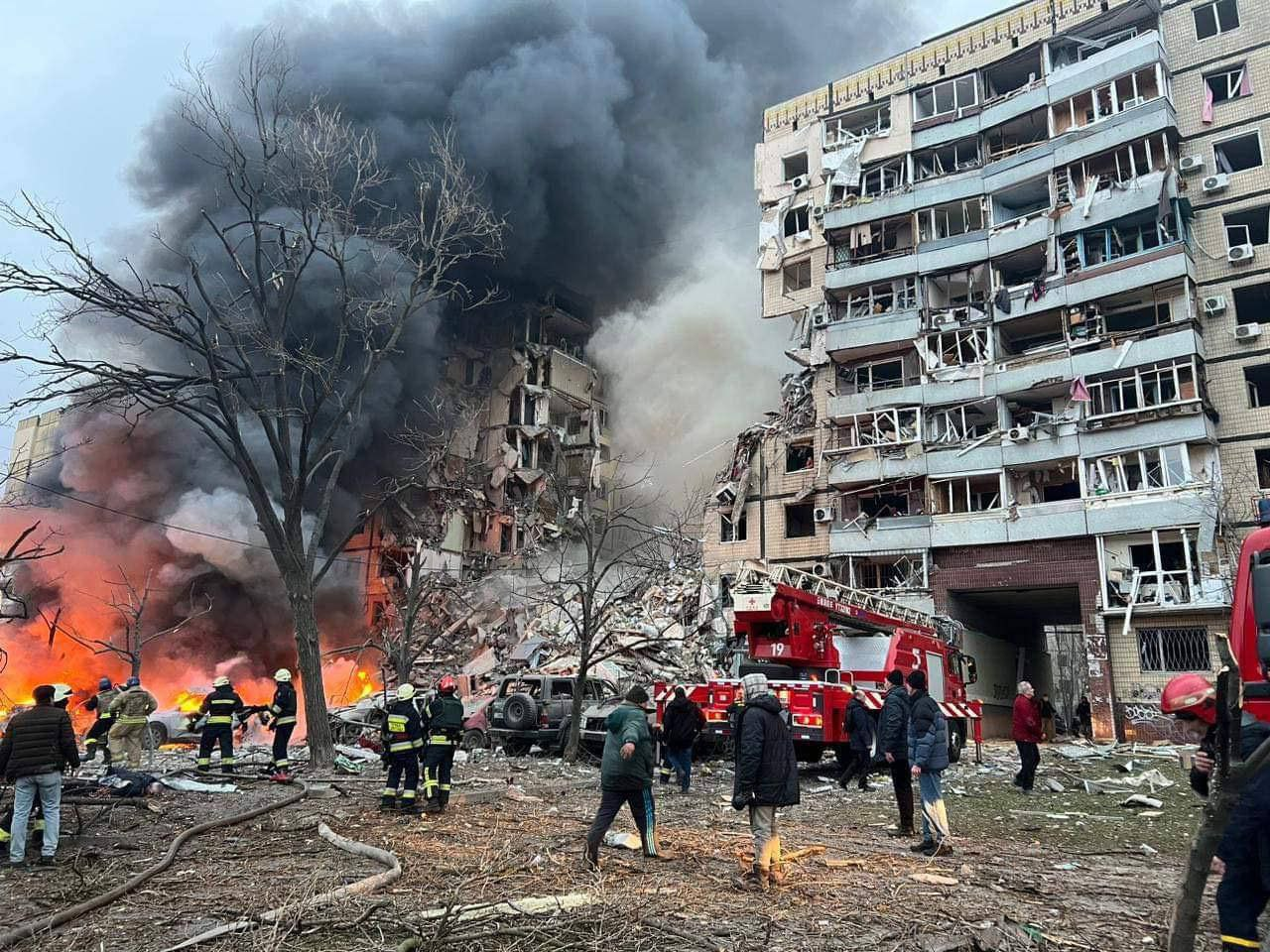
2023년 1월 14일 러시아의 미사일 공격 이후 드니프로의 주거용 건물. 드미트리 페스코프는 주거용 건물이 우크라이나 방공 반격으로 인해 붕괴되었을 가능성이 있다고 주장했다.

2022년 11월 푸틴 대통령의 대변인 드미트리 페스코프는 러시아군이 우크라이나의 민간 기반 시설을 공격 하고 있다는 사실을 부인했다. 페스코프에 따르면 러시아군은 군사적 잠재력과 직간접적으로 연결된 표적만을 공격했다고 한다. 2023년 1월, 러시아 국방부는 40명 이상의 민간인을 죽인 드니프로 주거용 건물 공습 에 대한 책임을 확인했다. 그러나 페스코프는 러시아군은 주거용 건물을 공격한 적이 없으며 주거용 건물은 아마도 우크라이나 방공군의 반격으로 무너졌을 것이라고 말했다.
2022년 12월, 러시아 야당 정치인 일리야 야신은 군대에 대한 '허위 정보 유포' 혐의로 부차(Bucha)에서의 살해에 대한 발언으로 8년 6개월의 징역형을 선고 받았다. 야신은 2022년 4월 공개된 YouTube 동영상을 통해 재판을 받았는데, 이 동영상에서는 키예프 인근 부차 교외 마을에서 살해된 우크라이나 민간인의 발견에 대해 논의했다. 2023년 2월, 러시아 언론인 Maria Ponomarenko 마리우폴 극장 공습에 대한 정보를 공개한 혐의로 6년의 징역형을 선고 받았다.

### 기타 러시아 주장 및 음모론

#### 우크라이나 사탄주의와 흑마술 음모론
2022년 5월, 러시아 국영 언론은 우크라이나가 러시아군을 방어하기 위해 흑마술을 사용하고 있다고 주장했다. 리아 노보스티는 우크라이나 동부 마을에서 흑마술의 증거가 발견되었다고 말했다. 보고서에 따르면 우크라이나 군인들은 사탄의 봉인이 있는 장소에서 혈마법으로 무기를 봉헌했다고 한다.
러시아 안보리 부의장이자 전 러시아 대통령이자 총리였던 드미트리 메드베데프는 이번 침공을 사탄과의 신성한 전쟁으로 묘사했다. 국영 채널인 러시아-1의 진행자 인 블라디미르 솔로비요프는 이번 침공을 사탄주의자들에 대한 성스러운 전쟁이라고 부르며 러시아가 '사탄주의로 연합한' 50개국에 맞서고 있다고 말했다.
러시아 안보리 차관보 알렉세이 파블로프(Aleksey Pavlov)는 2022년 10월 우크라이나가 "전체주의 과잉 종파"로 변했다고 주장하면서 우크라이나의 " 사탄화 해제"를 촉구했다. 러시아 국영 신문인 AiF 기사에서 그는 차바드 루바비치 하시딕(Chabad-Lubavitch Hasidic) 유대인 운동을 우크라이나에서 활동하는 수백 개의 신 이교도 종파 중 하나로 식별했다. 러시아의 최고 랍비 인 베렐 라자르(Berel Lazar)는 러시아 당국에 편지를 써서 파블로프의 발언을 "새로운 형태의 오래된 혈통의 명예 훼손"이라고 묘사했다. 우크라이나인의 약 70%가 종교를 갖고 있으며 그 중 절반은 종교 예배에 참석한다고 러시아가 주장했다.

#### 허위 사실 유포
2022년 3월, 우크라이나 내부의 미사일 공격에 대해 우크라이나가 제작한 허위 정보를 보여주겠다고 주장하는 동영상이 발견되었으며, 이후 우크라이나 외부의 다른 사건으로 사실이 아님이 밝혀졌다. 그러나 이것은 허위 정보 조작의 첫 번째 사례일 수 있다. 원래 "우크라이나에서 생산된" 허위 정보는 누구도 유포한 적이 없으며 실제로는 사실을 폭로하고 혼란을 야기하기 위해 특별히 만들어진 예방적 허위 정보였다. 러시아가 통제하는 언론을 통과할 수 있는 우크라이나 내 러시아 공격의 실제 영상이 러시아 대중에게 미치는 영향을 완화한다. 클렘슨의 미디어 포렌식 허브 책임자인 패트릭 워렌(Patrick Warren)에 따르면 러시아인들이 실제로 우크라이나인인 척 가장하여 허위 정보를 퍼뜨리는 것과 같다. 그것이 그렇게 효과적인 이유는 실제로 그것이 사실이라고 누군가를 설득할 필요가 없기 때문이다. 사람들이 무엇을 믿어야 할지 불확실하게 만드는 것만으로도 충분하다.
대부분의 독립적인 전문가들이 러시아가 조직한 파괴 행위로 묘사한 올레니프카 교도소 학살은 러시아 언론에 의해 우크라이나의 미사일 공격으로 보도되었다. 사건의 정확한 원인은 아직까지 확실하게 확인되지 않았지만 대부분의 전문가들은 러시아 버전일 가능성이 매우 낮다고 결론을 내린다.

#### 우크라이나 대통령의 도피와 항복 음모론
러시아 국영 언론사 타스(TASS)는 볼로디미르 젤렌스키 우크라이나 대통령이 침공 이후 키예프를 떠났으며 항복했다고 주장했다. Zelenskyy는 러시아의 허위 정보에 맞서기 위해 소셜 미디어를 사용하여 성명서, 비디오 및 사진을 게시했다.
러시아 국영 TV 채널인 Russia-1은 젤렌스키가 2022년 10월 10일 미사일 공격 이후 우크라이나를 떠났다는 허위 주장을 퍼뜨렸다.

#### 난민 반대 정서 유도 전략
러시아의 허위 정보는 전쟁으로 인해 대부분 우크라이나 난민이 유입되는 폴란드와 기타 국가에서 난민 반대 감정을 조장하려고 시도했다. 러시아와 관련된 소셜 미디어 계정에서는 난민이 범죄를 저지르거나 부당한 특권을 누리고 있다는 이야기, 난민(특히 흑인 및 비우크라이나 난민)을 차별하는 현지인에 대한 이야기를 홍보했다. 이러한 허위 정보는 우크라이나에 대한 국제적 지원을 약화시키려는 의도로 만들어졌다.

#### 서구 보도로 가장한 뉴스
스티븐 시걸(Steven Seagal) 이 러시아 군대와 함께 목격됐다고 보도한 CNN의 가짜 이미지, CNN 기자가 살해됐다고 주장하는 허위 트윗 등 수많은 조작된 CNN 헤드라인과 이야기가 소셜 미디어에서 입소문을 탔다. 우크라이나, 푸틴 대통령이 인도에게 분쟁에 개입하지 말라고 경고하는 성명을 발표했다는 주장을 포함하도록 디지털 방식으로 변경된 CNN 하위 1/3, 푸틴 대통령이 인도에 간섭하지 말라고 경고하는 성명을 발표했다고 주장하도록 변경된 또 다른 내용 "바이든이 러시아가 포획할 수 있도록 우크라이나에 무기를 전달"할 때까지 2022년 러시아의 우크라이나 침공을 연기할 계획이었으며 "하르키프 키드 파인더"라고 불리는 인물에 대해 보도하는 것으로 추정되는 조작된 CNN 트윗이 다음과 같은 이미지와 함께 게재되었다. 실제로 당시 하르키우에는 없었고 미국에 거주하는 YouTube 사용자 Vaush를 묘사했다.
BBC, DW, Euronews를 포함한 다른 서구 방송국에서도 유사한 가짜 뉴스가 배포되는 것을 목격했다.

#### "빨간 깃발을 든 할머니"

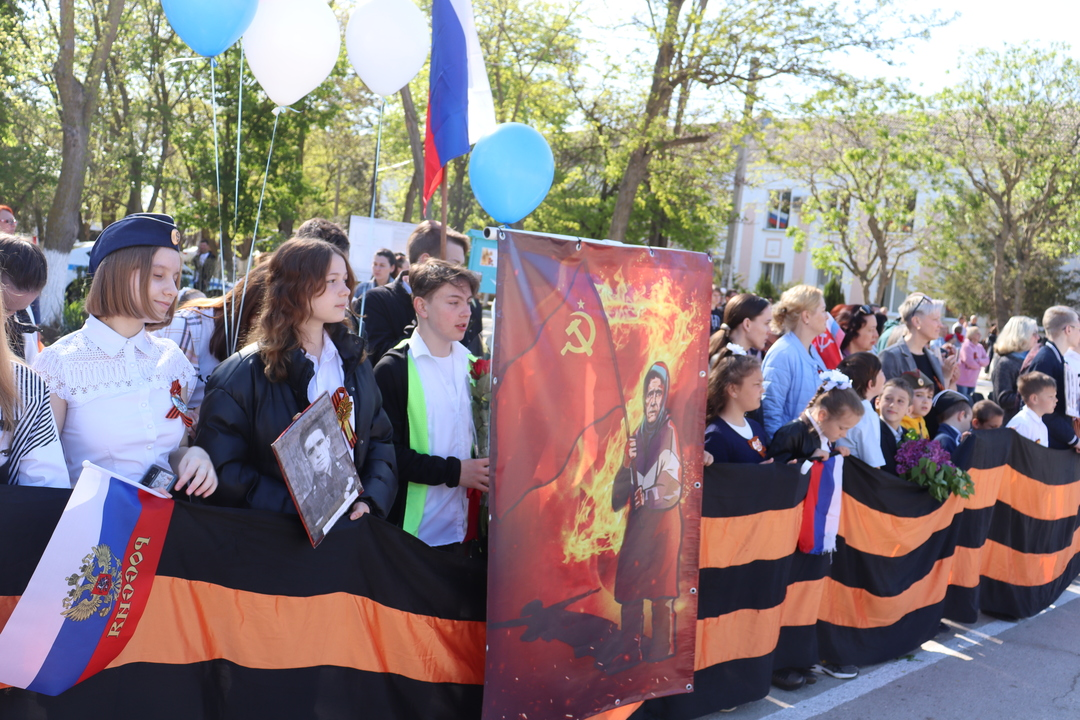
붉은 깃발을 든 할머니의 선전 포스터, 사키, 2022년 5월 9일

우크라이나군을 맞이하기 위해 소련 국기를 들고 있는 나이든 여성을 보여주는 영상은 2022년 3월부터 Runet 에 널리 퍼졌다. 붉은 깃발을 든 할머니는 러시아 선전에 의해 상징적인 이미지로 변했다. 이는 "러시아 형제들"과 재결합하려는 "보통 우크라이나인"의 소망을 나타내는 것으로 알려져 있다.
"붉은 깃발을 든 할머니" 영상의 주제인 안나 이바니브나는 우크라이나 군대를 러시아 침략자들로 착각했으며 그들이 마을을 파괴하지 않도록 붉은 볼셰비키 깃발로 그들을 "달래"고 싶었다고 설명했다. 그녀는 이제 그것을 후회하고 반역자처럼 느껴진다. 하르키우 근처에 있는 그녀의 집은 러시아군에 의해 파괴되었고 그녀와 그녀의 남편은 대피했다. 그녀는 자신의 집에 포격을 가한 러시아군을 저주했다. 우크라이나군은 피해자인 안나 이바니브나를 징계하지 말 것을 대중에게 호소했다.

#### 하르키프에서 "프랑스 용병" 13명 사망설
2024년 1월 16일, 러시아는 하르키우의 다층 건물에 미사일 공격을 가해 "프랑스 용병" 12명을 죽였다고 주장했다. 현지 당국은 민간인 17명이 부상을 입었고 건물 안에는 군사 표적이 없었다고 밝혔다. 러시아 언론은 이번 공격으로 표면상 사망한 것으로 알려진 프랑스 남성 13명의 명단도 공개했다. 프랑스 네트워크 라디오 프랑스 인터내셔널 (RFI)은 이번 하르키우 공격 당시 프랑스에 있었던 우크라이나 영토방위 국제 군단의 자원봉사자 알렉시스 드리옹과 베랑제 미노라는 목록에 있는 두 사람에게 연락해 인터뷰를 통해 그들이 결코 죽지 않았음을 확인했다. 그리고 그 이야기는 러시아 선전이다. RFI는 이것이 우크라이나군에 40기의 SCALP 미사일을 인도한다는 프랑스의 발표와 관련이 있다고 추정한다.
우크라이나 민간인에 대한 러시아의 주장
- "러시아 군인들은 우크라이나에서 그들을 해방시킨 민간인들로부터 영웅으로 환영받을 것이다"[144]
  - 맨손으로 러시아 탱크와 대결하는 우크라이나인[145]
  - 우크라이나가 헤르손을 탈환하자 기뻐하는 우크라이나인[146]
- "민간 기반 시설에 대한 공격은 이루어지지 않는다." - 2022년 2월 세르게이 라브로프 러시아 외무 장관[147] "러시아 군대는 우크라이나 영토에 있는 민간 시설을 공격하지 않는다." - 2023년 6월 세르게이 라브로프 러시아 외무 장관[148]
  - 러시아의 전면적인 공격으로 우크라이나 인프라에 1년 동안 1,378억 달러의 피해가 발생했다.[149]
- "민간인은 표적이 되지 않는다"[150]
  - 유엔은 7월 24일 현재 전쟁으로 인해 12,000명 이상의 민간인이 사망하거나 부상을 입은 것으로 추산했다.[150]
  - 민간인들이 고문을 당하고 살해당했다.[144]
  - 민간인들은 고의적인 살인, 공격, 불법 감금, 고문, 강간, 성폭력을 당할 뿐만 아니라 아동 강제 이송 및 추방을 당하고 있다. - 우크라이나 독립 국제 조사 위원회 의장, 총회[151]
  - 2023년 11월 러시아의 전면적인 침공이 시작된 이래로 UN이 확인한 민간인 사망자 수는 최소 10,000명 이상[152]
- 크렘린궁은 "그들은 무력으로 어떤 것도 강요할 생각이 없다"고 주장했다.[153]
  - 러시아 여권을 거부하는 민간인, 의료 시설 거부[154]
  - 여권이 없는 민간인, 추방 위협[155]
- "우크라이나 국민은 자신의 미래를 결정할 수 있다" - 푸틴 대통령 2021년 6월 12일[156]

#### Wikipedia가 허위 정보를 게시했다는 주장
자유 언론을 통제하고 자신의 견해를 제시하려는 러시아의 시도 중에는 10년 넘게 정부의 금지 웹사이트 등록부에 등록되어 있던 Wikipedia에 대한 공격도 있다.
2022년 5월, 위키미디어 재단은 러시아의 우크라이나 침공에 관한 기사로 인해 500만 루블의 벌금을 물었다. 러시아는 위키백과를 포함한 플랫폼에서 침략에 대한 "가짜"를 퍼뜨리는 1,660만 개의 메시지를 발견했다고 주장했다. 위키미디어 재단은 지난 6월 판결에 항소하며 "문제의 정보는 사실에 근거하고 사이트의 기사를 지속적으로 편집하고 개선하는 자원 봉사자가 검증을 거쳤다. 따라서 해당 정보를 삭제하는 것은 표현의 자유와 지식에 대한 접근권을 침해하는 것이다."라고 항소했다.
2022년 11월, 러시아 법원은 부차 학살과 마리우폴 극장 공습을 포함해 '특별 군사 작전'에 관한 7개 기사의 '거짓' 정보를 삭제하지 않은 이유로 위키미디어 재단에 200만 루블의 벌금을 부과했다.
2023년 2월, 러시아 법원은 러시아군에 대한 '잘못된 정보'를 제거하지 못한 이유로 위키미디어 재단에 200만 루블의 벌금을 부과했다. 2023년 4월, 러시아 록 밴드 Psiheya 에 대한 자료를 삭제하지 않은 이유로 위키미디어 재단에 추가로 800,000루블의 벌금이 부과됐다. 러시아의 자포리자 점령에 대한 러시아어 버전과 같은 다른 기사와 관련하여 200만 루블의 추가 벌금이 부과됐다.

#### 하마스에 대한 지원 음모론
2023년 10월 8일, 하마스가 우크라이나에 공급에 대해 감사를 표하는 것으로 추정되는 동영상이 바그너 그룹에 연결된 X 계정에서 공유되었다. 이 동영상은 30만 회 이상 조회수를 기록했으며 미국 극우 계정에서 공유되었다. 다음 날 드미트리 메드베데프 전 러시아 대통령은 "NATO 친구 여러분, 정말 이해하고 계시지 않습니까? 우크라이나의 나치 정권에 넘겨진 무기가 이제 이스라엘을 상대로 적극적으로 사용되고 있다." 라고 트윗했다.

#### 장기 적출 주장 음모론
2022년 4월, 캐나다 통신 보안 기관은 우크라이나가 죽은 군인, 여성, 어린이의 장기를 적출했다는 허위 보도를 홍보하기 위해 러시아가 공동 노력을 기울이고 있다고 밝혔다.
2023년 5월 RT는 Tanks for Kidneys 라는 제목의 다큐멘터리를 방영했는데, 이 다큐멘터리는 우크라이나가 2014년부터 고아원 어린이와 우크라이나 군인의 장기를 포함하여 장기를 판매해 왔다는 허위 주장을 조장한다.
우크라이나 관리들은 크로쿠스 시티홀 테러의 가해자들이 우크라이나로 탈출을 시도했다는 러시아의 주장을 "매우 의심스럽고 원시적인" 허위 정보라고 설명했으며, 국경은 군인과 무인 항공기에 의해 삼엄하게 경비되고 있으며 여러 지역에서 지뢰가 제거되고 양쪽에서 끊임없이 포격을 당하고 있다는 점을 상기했다. 측면. 라트비아에 본사를 둔 러시아 뉴스 매체인 메두자(Meduza)는 러시아 정부로부터 이번 공격에 우크라이나가 연루되었을 가능성이 있는 "흔적"을 강조하라는 지시를 러시아 의 친정부 언론과 국영 언론이 지시했다고 보도했다.
공격 당일 저녁, 러시아 TV 채널 NTV는 오디오 딥페이크 영상을 사용하여 조작된 영상을 방송했는데, 이는 우크라이나 국가안보국방위원회 의 올렉시 다니로프 장관이 이번 공격에 우크라이나가 관여했음을 확인하는 모습을 보여주며 "재미있다"고 말하는 것으로 추정된다. 이 딥페이크는 우크라이나 1+1 채널의 이전 뉴스 스트림을 함께 패치하여 만들어졌다.

## 우크라이나

### 키예프의 유령
2022년 러시아의 우크라이나 침공 둘째 날, "키예프의 유령" 이라는 별명을 가진 우크라이나 조종사가 전쟁 시작 후 30시간 동안 러시아 전투기 6대를 격추했다는 주장과 함께 동영상과 사진이 소셜 미디어에 입소문이 났다. 그가 존재했다는 믿을만한 증거는 없다.  조종사로 추정되는 동영상이 페이스북에 공유되었고, 우크라이나 국방부의 공식 트위터 계정은 나중에 비디오 게임 디지털 컴뱃 시뮬레이터에서 나온 것으로 밝혀졌다. 조작된 사진은 우크라이나 전 대통령 페트로 포로셴코(Petro Poroshenko)도 공유했다. 2022년 4월 30일, 우크라이나 공군은 "우크라이나 공동체에 정보 위생의 기본 규칙을 무시하지 말 것"과 "정보를 퍼뜨리기 전에 정보의 출처를 확인"할 것을 요청했다. 키예프의 유령은 "집단적 정보 위생을 구현한다"라고 말했다. 키예프와 지역을 성공적으로 방어하고 있는 전술항공여단의 우수한 조종사들의 정신이다.
우크라이나 공군은 나중에 키예프의 유령이 제작된 것이라고 인정했다. 그럼에도 불구하고 The Times 와 기타 여러 매체에서는 조종사가 실제 있었고 사망했다고 주장하는 의견 없이 기사를 게재했다.

### 스네이크 아일랜드 전략
2022년 2월 24일, 우크라이나 신문 우크라인스카 프라우다는 러시아 전함의 승무원이 스네이크 아일랜드의 우크라이나 국경 수비대에게 러시아군에 항복할 것을 제안하는 바이러스 오디오 녹음을 게재했다. 국경 수비대 중 한 명은 "러시아 군함, 가서 엿 먹어라"라고 대답했다.
볼로디미르 젤렌스키 우크라이나 대통령은 국경수비대의 사망을 발표했다. 며칠 후 우크라이나 관리들은 국경 수비대가 살아 있으며 러시아군에 의해 체포되었다고 보고했다.  키에프의 유령 이야기가 거짓일 가능성이 높으며 스네이크 아일랜드 국경 수비대가 모두 사망했다는 주장은 거짓이며 두 사건 모두 선전이거나 사기를 높이기 위한 전략이라고 밝혔다.

### 우크라이나 남부 반격
2022년 여름, 다수의 우크라이나 관리들은 헤르손의 통제권을 되찾기 위해 우크라이나 남부 헤르손주에서 우크라이나의 반격이 임박했다는 잘못된 정보를 퍼뜨렸다. 우크라이나 특수 부대는 헤르손주 에서 널리 알려진 우크라이나의 반격은 하르키우주 에서 준비되고 있던 실제 공격 에서 러시아 군대의 주의를 돌리기 위한 군사적 허위 정보 전략이었다고 밝혔다. 우크라이나 특수부대 여단 대변인 타라스 베레조베츠는 그것은대규모 특수 허위 정보 작전이었다고 말했다. 공격은 그들이 전혀 예상하지 못한 곳에서 일어났고, 이로 인해 그들은 당황하고 달아났다.

### 러시아 동원에 관한 소문
퀸스 대학교 벨파스트의 알렉산더 티토프(Alexander Titov)는 러시아의 새로운 동원에 대한 소문은 "부분적으로 러시아에 반대 의견을 심기 위해 키예프가 시작한 잘못된 정보 캠페인"이며 "러시아에서 곧 동원될 것이라는 소문이 퍼지는 것은 분명히 우크라이나의 심리전의 일부다. 아무 일도 일어나지 않고 그렇게 하면 할수록 신뢰도가 떨어진다."라고 말했다.
2022년 9월 22일, 해커 그룹 어나니머스의 2022년 러시아 동원의 "징집 기지"가 우크라이나 텔레그램 채널에 퍼지기 시작했다. 주장된 바와 같이, 배포된 파일에는 우선 동원 대상인 305,000명 이상의 러시아인의 여권 데이터가 포함된 것으로 알려졌다. 또한 익명의 해커들이 러시아 국방부 웹사이트를 해킹해 해당 데이터를 입수했지만, 해당 단체 자체는 이러한 유출에 대해 보고하지 않았다는 점도 지적됐다. 국방부는 유출 의혹에 대해 언급하지 않고 텔레그램 채널인 가짜와의 전쟁을 다시 게시했다. 보고서는 공개된 데이터베이스가 "여러 공개 데이터베이스에서 수집되었으며 국방부와는 아무런 관련이 없다"고 밝혔다. 분쟁정보팀 창설자인 루슬란 레비예프 와 BBC 러시아 뉴스 특파원 안드레이 자카로프는 징집 기지가 가짜라는 의견을 갖고 있다.

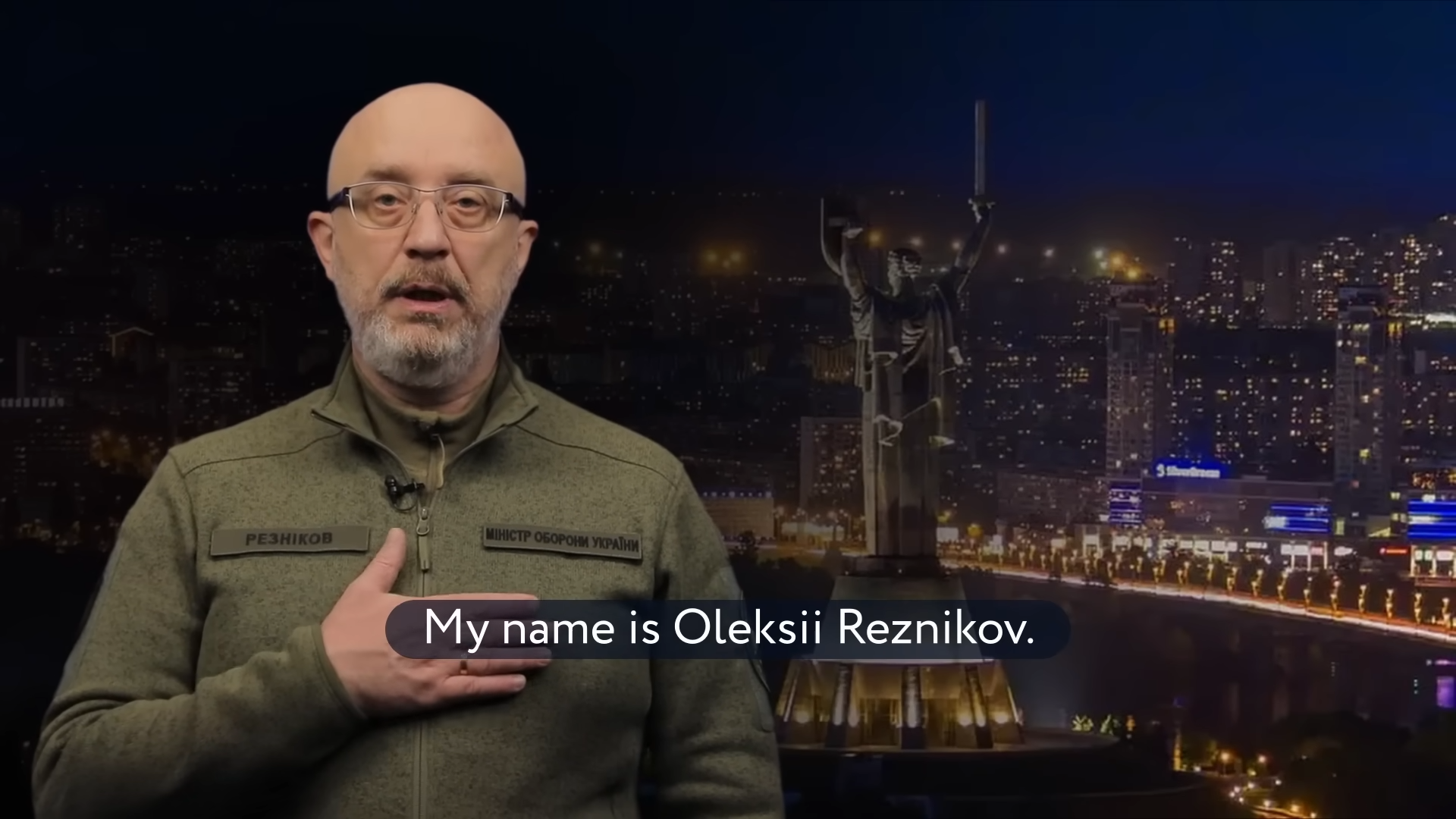
2022년 12월 30일, 올렉시 레즈니코프는 2023년 1월 5일에 시작될 예정인 러시아 동원의 두 번째 물결을 발표했다.

2022년 12월, 우크라이나 국방장관 올렉시 레즈니코프(Oleksii Reznikov)와 군사정보국 수장 키릴로 부다노프(Kyrylo Budanov)는 새로운 동원 물결이 2023년 1월 5일에 시작될 것이라고 주장했지만 그런 일은 일어나지 않았다. 그러다가 같은 해 1월에도 우크라이나 관리들은 같은 달에 50만명이 동원될 것이라고 계속 주장했다.
2023년 1월 9일, 연방 보안국이 모든 국경 서비스 기관에 군 복무 대상 러시아 시민의 출국을 제한하라는 명령을 보냈다는 정보가 소셜 네트워크에 퍼졌다. 1월 11일, 이 성명은 우크라이나 국방부 정보국에서 발표했다. 드미트리 페스코프 러시아 대통령 대변인은 이를 '정보 방해 행위'라고 칭했다. 인권단체 아고라(Agora)의 파벨 치코프(Pavel Chikov) 대표는 "명령이 원래 명령과 유사함에도 불구하고 부적절하게 실행됐다"며 명령이 가짜라고 말했다. Factcheck.kg는 공식 문서에 대한 러시아 GOST 에 따르면 날짜가 "구두-디지털 방식"으로 표시되어야 하며 명령을 작성할 때 법률을 참조해야 한다고 지적했다. 단락 12에는 허용되지 않는 추가 문자가 포함되어 있다. 또한 해당 문서는 관련 공무원이나 단체의 인감이나 서명이 인증되지 않아 위조된 문서이다.
2023년 9월 5일, 러시아 동원의 새로운 물결에 관해 세르게이 쇼이구가 서명한 것으로 추정되는 문서가 우크라이나 언론과 Telegram 채널(UNIAN 포함)에 나타났다. 러시아 당국의 지역 및 연방 대표는 "명령"을 가짜라고 불렀다. 러시아 독립 언론인 SOTA는 그것이 가짜라고 결론을 내렸고 이러한 의견을 뒷받침하는 여러 가지 주장을 제시했다. 예를 들어, 러시아 법률에는 "군사위원 대표"가 아니라 군사위원이 있다. 며칠 뒤인 9월 11일, 우크라이나군 총참모부는 러시아가 곧 40만~70만 명을 동원하는 대규모 동원 작전을 시작할 수 있다는 근거 없는 성명을 발표했다.

## 기타 허위정보
언론은 러시아의 우크라이나 침공 당시 다른 국가의 선전이 특정 이야기를 홍보하는 데 어떻게 작용했는지에 대해서는 훨씬 덜 집중했다.

### 러시아권
루소스피어(Russosphere)는 아프리카에서 친러시아 선전을 홍보하는 프랑스어 소셜 네트워크이다. 2021년에 만들어졌지만 우크라이나 침공 전인 2022년 2월에 완전히 출시됐다. 페이스북, 유튜브, X, 텔레그램, VK 등 소셜 미디어 플랫폼에서 65,000명이 넘는 팔로워를 확보했다. 네트워크의 게시물은 일반적으로 프랑스가 현대의 식민지주의라고 비난하고, 우크라이나 군대를 "나치"와 "사탄주의자"로 묘사하며, 러시아 민간 군사 회사인 바그너 그룹을 찬양한다. 2023년 초, BBC는 루소스피어가 벨기에 극우 활동가인 뤽 미셸(Luc Michel)에 의해 만들어졌다고 보도했다.

### 유명인이 연루된 가짜
2023년 12월, 마이크로소프트는 카메오 웹사이트에서 미국 배우들이 녹음한 메시지가 소셜 미디어와 러시아 국영 미디어에 우크라이나 대통령 젤렌스키가 마약 중독자라는 잘못된 정보를 퍼뜨리기 위해 용도가 변경되었다고 밝혔다. 와이어드는 친러시아 및 반우크라이나 인용문을 포함하도록 편집된 서방 유명인의 이미지가 페이스북에 퍼졌으며 이 작업은 러시아의 허위 정보 전략인 도플갱어와 연결되어 있다고 보도했다.

## 검열

### 러시아 내부
2022년 3월 4일, 푸틴 대통령은 러시아 군대와 그 작전에 대해 "고의로 허위 정보"를 게시한 사람들에게 최대 15년의 징역형을 선고하는 법안에 서명했으며, 이에 따라 러시아 정부는 진실이 무엇인지 결정하고 일부 언론이 보도하게 되었다. 러시아 언론은 우크라이나에 대한 보도를 중단하거나 언론 매체를 폐쇄한다. 1993년 러시아 헌법에는 검열을 명시적으로 금지하는 조항이 있지만 러시아 검열 기관인 로스콤나드조르(Roskomnadzor)는 러시아 언론에 러시아 국가 출처의 정보만 사용하도록 명령했으며 그렇지 않으면 벌금과 차단을 받게 되었으며 여러 독립 언론 매체가 "신뢰할 수 없는 정보를 퍼뜨리고 있다"고 비난했다. 러시아 군대의 우크라이나 도시 포격과 민간인 사망에 관한 사회적으로 중요한 허위 정보"이다.
로스콤나드조르는 노바야 가제타, 모스크바 공감 및 기타 러시아 독립 언론 매체에 대해 조사를 시작했다. 2022년 3월 1일, 러시아 정부는 러시아군의 우크라이나 침공 보도에 대응하여 TV Rain과 모스크바의 Echo에 대한 액세스를 차단했다. 채널은 폐쇄되었으며 총책임자는 2022년 3월 3일에 "운영을 일시적으로 중단"할 것이라고 발표했다. 그 주파수는 나중에 러시아 국영 선전 매체인 스푸트니크 라디오에 재할당되었다. Novaya Gazeta는 2022년 3월 28일에 출판을 중단했고 9월 5일에 출판 라이센스가 취소되었지만 라트비아에서는 Novaya Gazeta Europe 으로 빠르게 부활했다. 자유유럽방송, 모스크바 타임스, 라디오 프랑스 인터네셔널, 타임스 및 BBC News Russian 의 웹사이트가 차단되었다.
2022년 12월 현재 우크라이나 전쟁과 관련해 '가짜 뉴스' 법률로 기소된 사람은 4,000명이 넘는다. 휴먼라이츠워치(Human Rights Watch)의 유럽 및 중앙아시아 국장인 휴 윌리엄슨(Hugh Williamson)은 "이 새로운 법률은 모든 반대 의견을 진압하고 [러시아] 국민이 크렘린궁의 설명과 모순되는 정보에 접근하지 못하도록 하기 위한 러시아의 무자비한 노력의 일환"이라고 말했다.
러시아 가짜 뉴스법으로 인해 러시아 당국은 페이스북과 X를 차단했으며 러시아의 틱톡은 새로운 업로드를 금지했다. 그러나 Tracking Exposed 의 연구에 따르면 틱톡은 러시아가 아닌 모든 콘텐츠를 차단했지만 러시아 기반 계정에서 업로드한 오래된 비디오를 계속 호스팅했으며 러시아 국영 미디어가 글로벌 내에서 분할넷을 구축하는 것으로 설명되는 게시를 계속하도록 허용했다. 틱톡의 모호한 검열은 친 크렘린 뉴스를 허용했지만 외국 계정과 전쟁 비평가를 차단했다. 그 결과 러시아인에게는 전쟁 친화 콘텐츠가 지배하는 틱톡이 남아 있다.

### 중국에서
BBC는 전쟁 보도가 중국의 소셜 미디어에서 심하게 검열되었다고 보도했다. 한쪽 또는 다른 쪽을 지지하는 많은 이야기와 계정이 제거되었다. 대만의 한 연구 단체는 중국 언론이 "러시아 소식통의 허위 정보와 음모론을 정기적으로 인용하고 있다"고 비판했다.
2022년 3월, 중국국제텔레비전(CGTN)은 메타 플랫폼스가 러시아 국영 미디어 광고를 금지한 이후 크렘린 친화 논점을 다루는 뉴스캐스트 사용자를 대상으로 하는 Facebook의 디지털 광고 비용을 지불했다. 같은 달, CGTN은 우크라이나에 생물무기 연구소가 있다는 근거 없는 러시아의 주장을 반복했다. 베이징 뉴스(Beijing News)는 유출된 내부 지시문을 통해 직원들에게 러시아에 대해 부정적인 뉴스 보도를 게시하지 말라고 명령했다. 분석에 따르면 웨이보의 소셜 미디어 게시물 중 거의 절반이 친푸틴이거나 우크라이나를 부정적인 용어로 묘사한 러시아 소식통을 사용했으며, 게시물의 3분의 1은 반서방적이고 NATO를 비난했으며, 전쟁을 중립적으로 묘사한 게시물은 거의 없는 것으로 나타났다. 자귀. 몇몇 역사학 교수들은 러시아의 우크라이나와의 전쟁에 대한 중국의 지원을 강력히 반대하는 공개 서한을 썼지만 그들의 게시물은 검열관들에 의해 신속히 삭제되었으며, 침공에 대해 러시아를 비난한 한 유명인은 그녀의 계정을 정지시켰다.

## 러시아 허위정보의 영향

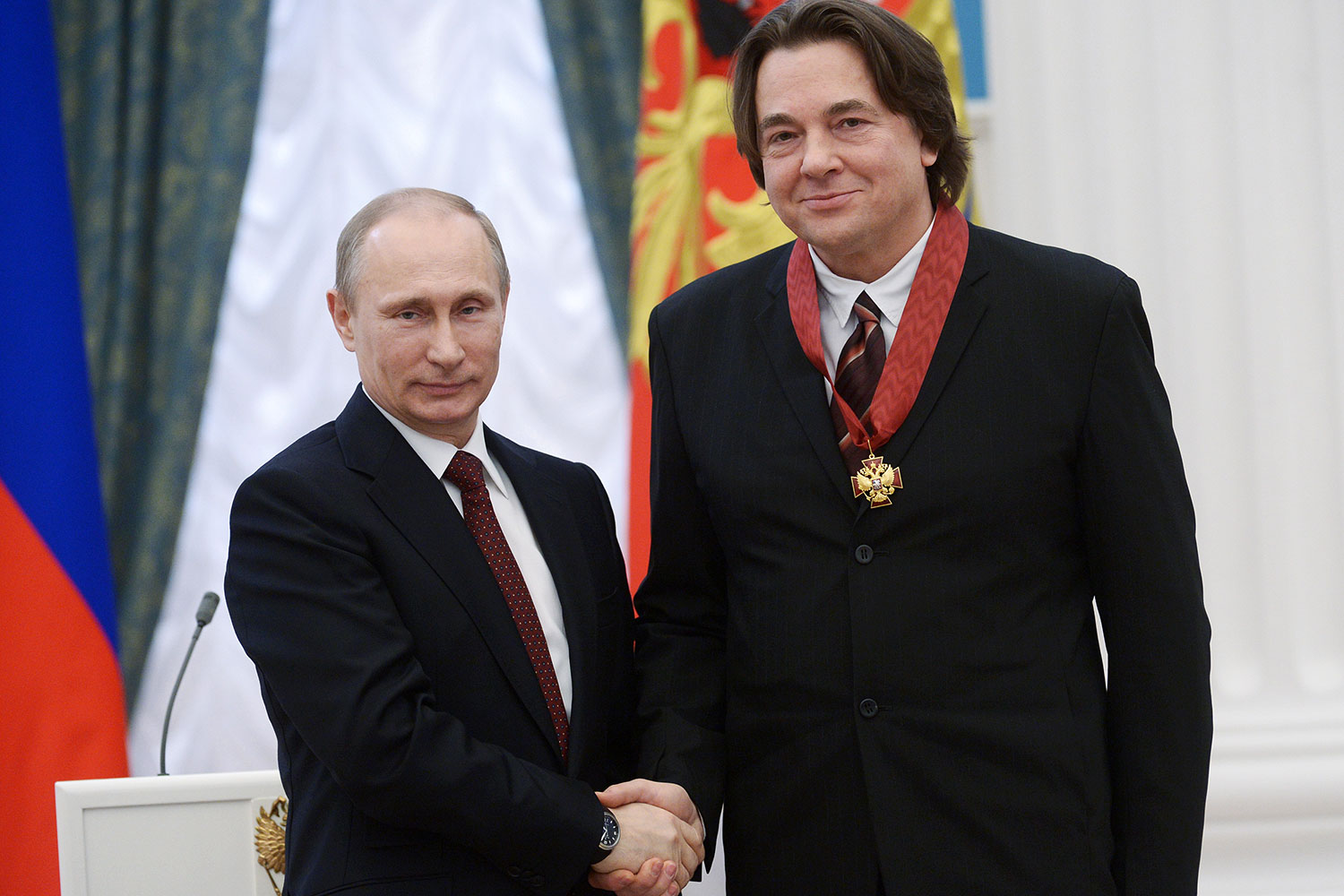
푸틴 대통령과 러시아 국영 TV 방송국 채널원의 콘스탄틴 에른스트 사장

페이스북은 가짜 계정을 사용하는 러시아 전략을 적발했으며 유명 우크라이나인의 계정을 해킹하려고 시도했다. 러시아 정부 직원이 크렘린을 지지하는 실제 사용자가 게시한 "유기적 콘텐츠"를 검색하면서 이러한 콘텐츠가 플랫폼 지침을 위반하지 않는지 확인한 다음 이러한 게시물을 증폭시킨다는 보고가 있다. 연구원들은 러시아의 인터넷 연구 기관이 크렘린에 대한 비판자들에게 친푸틴 및 전쟁 친화 논평을 스팸으로 보내는 수많은 댓글 알바을 운영하고 있음을 발견했다.
2022년 2월 밸링켓의 엘리엇 히긴스(Eliot Higgins)는 러시아의 잘못된 정보 동영상의 품질이 약화되었지만 러시아의 기성세대에게는 특히 효과적이라고 판단했다.
일부 관찰자들은 전쟁에 대한 인식을 둘러싼 러시아인들 사이의 "세대적 투쟁"이라고 묘사한 것을 지적했다. 젊은 러시아인들은 종종 전쟁에 반대하고 나이 많은 러시아인들은 러시아의 국영 대중 매체 가 제시하는 이야기를 더 많이 받아들일 가능성이 높다. 왕립 국제 문제 연구소의 러시아 및 유라시아 프로그램 부연구원인 카타리나 볼추크는 "[나이가 많은] 러시아인은 러시아가 우크라이나에서 러시아어 사용자를 보호하고 있다는 공식 '서사'에 따라 생각하는 경향이 있으므로 오히려 공격보다는 보호를 제공하는 것이다. 러시아인의 약 2/3가 일일 뉴스의 주요 소스로 텔레비전을 사용한다. 사이버 위협 정보 회사인 미뷰로에 따르면, 러시아인의 약 85%가 러시아 국영 언론에서 대부분의 뉴스를 얻는다.
많은 우크라이나인들은 러시아에 있는 친척과 친구들이 국영 언론의 보도를 신뢰하며 우크라이나에 전쟁이 일어나고 있고 러시아군이 우크라이나 도시들을 포격하고 있다는 사실을 믿지 않는다고 말한다.
일부 서구 평론가들은 많은 러시아인들이 푸틴 대통령과 러시아를 지지한 주된 이유가 다음과 같다고 주장했다. 우크라이나의 "특별 군사 작전"은 선전 및 허위 정보와 관련이 있다. 3월 말 러시아에서 레바다 센터(Levada Center 가 실시한 여론 조사에서는 다음과 같은 결론을 내렸다. 군사 작전이 일어나고 있다고 생각하는 이유를 묻는 질문에 응답자들은 그것이 우크라이나의 민간인, 러시아 민족 또는 러시아어 사용자를 보호하고 방어하기 위한 것이라고 답했다 (자세한 수치(43 %), 러시아에 대한 공격을 방지하기 위해(25%), 민족주의자들을 제거하고 우크라이나를 "비나치화"하기 위해(21%), 우크라이나 및 돈바스 지역을 러시아에 통합하기 위해(3%)) .

## 러시아의 허위 정보 전략에 맞서는 활동

NAFO 의 로고

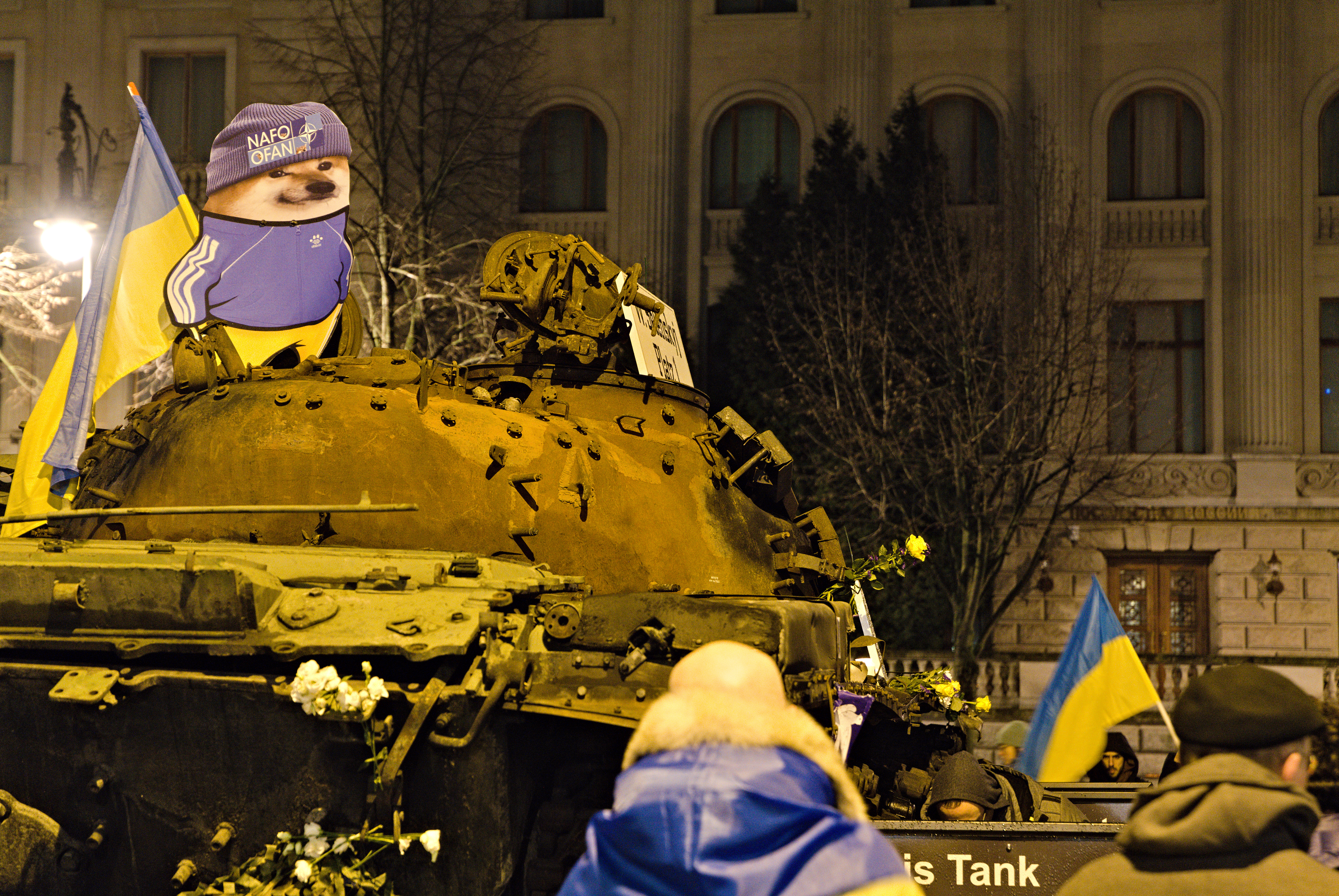
베를린 주재 러시아 대사관 앞에 전시된 파괴된 러시아 탱크의 NAFO 마스코트

미국 국무부와 유럽연합(EU)의 유럽대외행동국은 러시아의 허위 정보에 대응하기 위한 가이드를 발행했다. 트위터는 광고를 통해 퍼지는 잘못된 정보를 억제하기 위해 우크라이나와 러시아에서 모든 광고 캠페인을 일시중지했다. 유럽연합 집행위원장 우르줄라 폰데어라이엔(Ursula von der Leyen)은 2월 27일 러시아 국가가 후원하는 RT 및 스푸트니크 뉴스 채널을 EU 전역에서 금지한다고 발표했다.

## 같이 보기
- 정보전
- 러시아 웹 여단